# Rugby a 15 nel 1931

## Attività Internazionale

### Tornei per nazioni
|  | Cinque nazioni | Inghilterra |

### I tour e i test
- La Australia si reca in Nuova Zelanda per un tour dove perde il test match con gli All Blacks [collegamento interrotto] . Questi i principali match

| Arbitro: | R Paton |

|                |           |                                                    |
| mete:MacDonald | Marcatori | mete: Bonis, Judd Steggall trasf.: Ross c.p.: Ross |

| Arbitro: | S Hollander |

|                                            |           |                                       |
| mete: Ball, Hart trasf.: Bush c.p.: Bush 4 | Marcatori | mete: Cowper, Towers 2 trasf.: Ross 2 |

| settembre 1931 | Southland | 14 – 8 | Australia XV |  |

- Il Sud Africa a cavallo tra la fine del 1931 e l'inizio del 1932 si reca per un tour in Europa nel quale conquista uno storico Grande Slam battendo tutte le squadre britanniche. È il momento massimo del rugby d'anteguerra, soprattutto per i paesi dell'emisfero meridionale.

Questi i test disputati nel 1931:
| Swansea 5 dicembre 1931 | Galles | 3 – 8 | Sudafrica | St. Helen's |

| Dublino 19 dicembre 1931 | Irlanda | 3 – 8 | Sudafrica | (Lansdowne Road) |

- Altri test:

| Arbitro: | M.Hollis |

|                                                                                   |           |  |
| mete: Clady, Guelorget 2 Ribere, Rousie 2, Samatan, Scohy trasf.: Clady, Guiral 4 | Marcatori |  |

| Lipsia 9 novembre 1931 | Germania | 38 – 0 | Cecoslovacchia |  |

- La Spagna si reca in tour nel Marocco Francese. La squadra marocchina è in realtà una selezione militare francese

| Rabat 25 dicembre 1931 | Marocco Francese | 14 – 6 | Spagna |  |

| Rabat 28 dicembre 1931 | Marocco Francese | 10 – 10 | Spagna |  |

## I Barbarians
Nel 1931 la squadra ad inviti dei Barbarians ha disputato i seguenti incontri:
| Northampton 12 marzo 1931 | East Midlands | 21 – 15 | Barbarians |  |

| Penarth 3 aprile 1931 | Penarth RFC | 0 – 9 | Barbarians |  |

| Cardiff 4 aprile 1931 | Cardiff RFC | 9 – 11 | Barbarians | Arms Park |

| Swansea 6 aprile 1931 | Swansea RFC | 3 – 21 | Barbarians | (Saint Helen's) |

| Newport 7 aprile 1931 | Newport RFC | 9 – 18 | Barbarians | (Rodney Parade) |

| Leicester 28 dicembre 1931 | Leicester Tigers | 13 – 14 | Barbarians | (Welford Road) |

## La nazionale italiana
La crisi federale (la federazione è ancora commissariata) impedisce lo svolgimento di qualunque test internazionale per gli azzurri.

## Campionati nazionali
| Francia              | Campionato 1930-31   | Tolone         |
| Italia               | Campionato 1930-31   | Amatori Milano |
| Nuovo Galles del Sud | Shute Shield         | Eastern Suburs |
| Sudafrica            | Currie Cup:          | non disputata  |
| Romania              | Campionato 1930-1931 | Stadiul Roman  |
| Spagna               | Copa del Rey         | UE Santboiana  |